# Frank Duveneck
Frank Duveneck, né le 9 octobre 1848 à Covington dans le Kentucky et mort le 3 janvier 1919 à Cincinnati, est un peintre américain.

## Biographie
Il est le fils de Bernard Decker, un immigré allemand. En 1869, il part étudier avec Wilhelm von Diez et Wilhelm Leibl à l'Académie royale de Munich. En 1877, il croise le chemin de son jeune compatriote John White Alexander en voyage en Bavière. Le 25 mars 1886, Duveneck se marie à Paris avec la peintre Elizabeth Boott.
Membre du Salon des artistes français, il y obtient une mention honorable en 1895.

## Œuvres

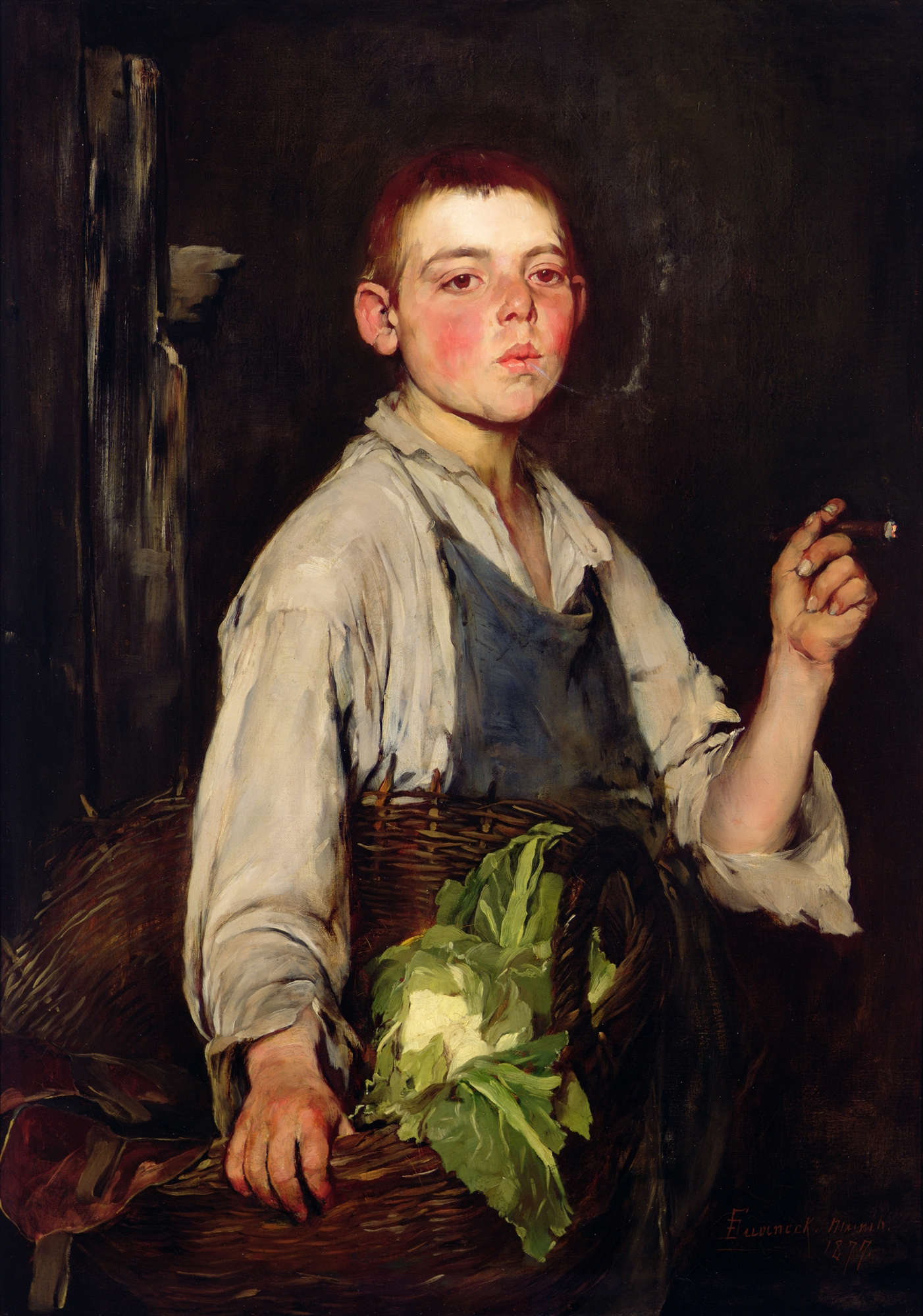
The Cobbler's Apprentice (en) (1877), huile sur toile, Taft Museum of Art, Cincinnati (Ohio).
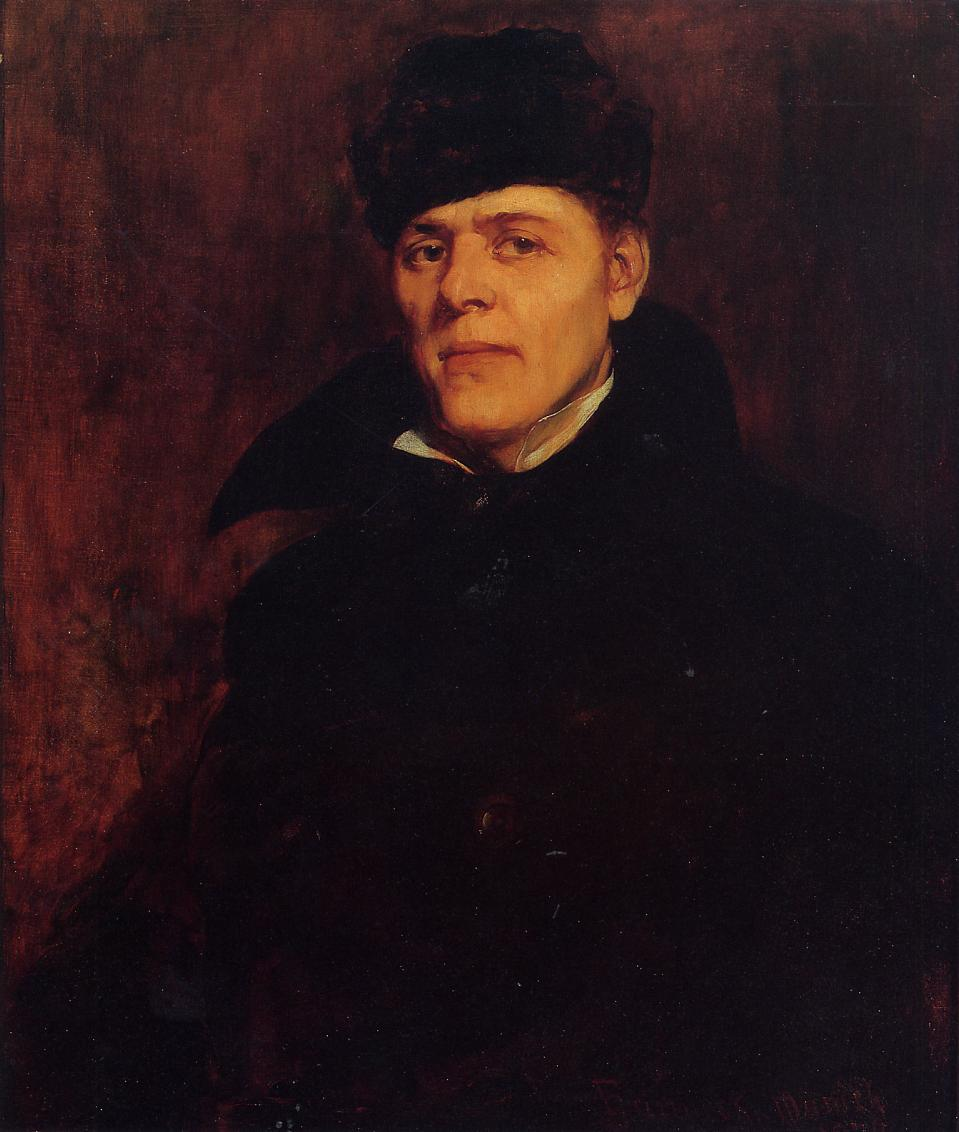
Portrait du Major Dillard H. Clark (1877), huile sur toile, Corcoran Gallery of Art, Washington.
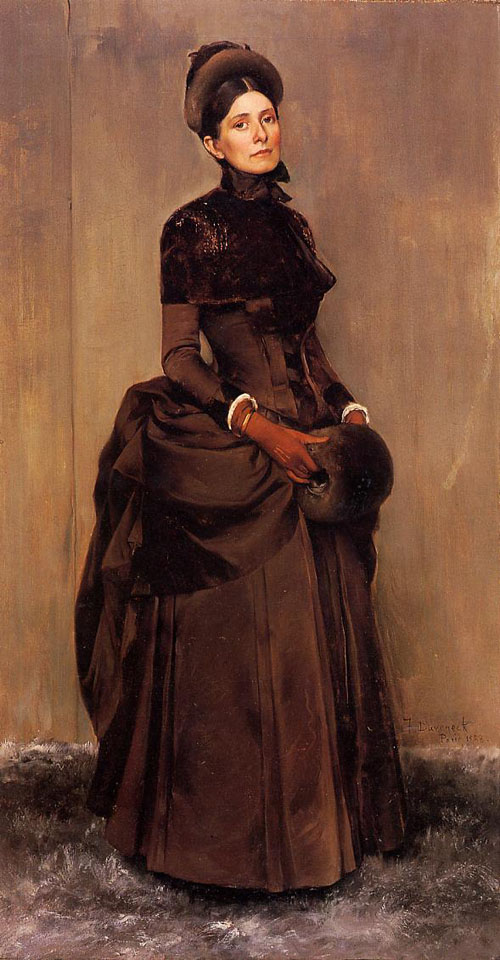
Portrait d'Elizabeth Boott (1887), huile sur toile, musée d'art de Cincinnati.
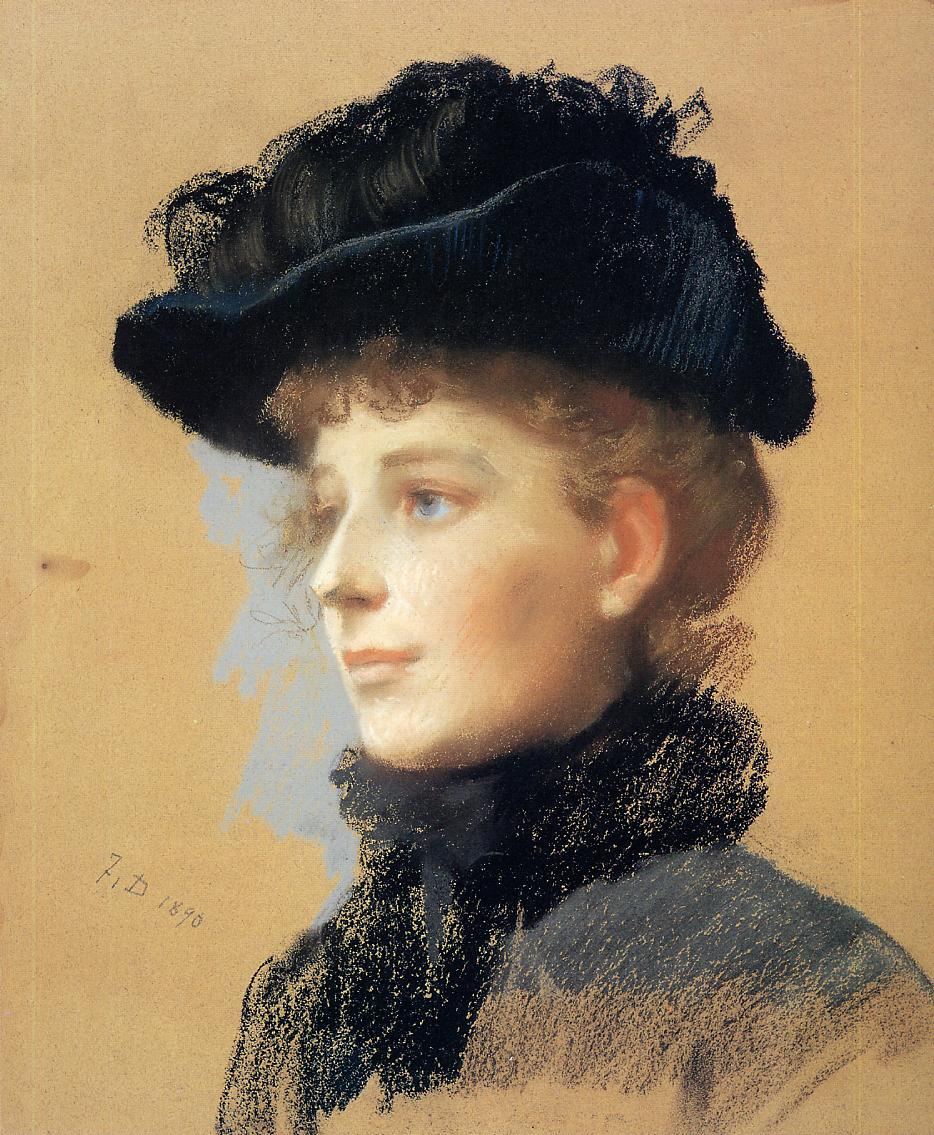
Portrait d'une femme en chapeau noir (1890).
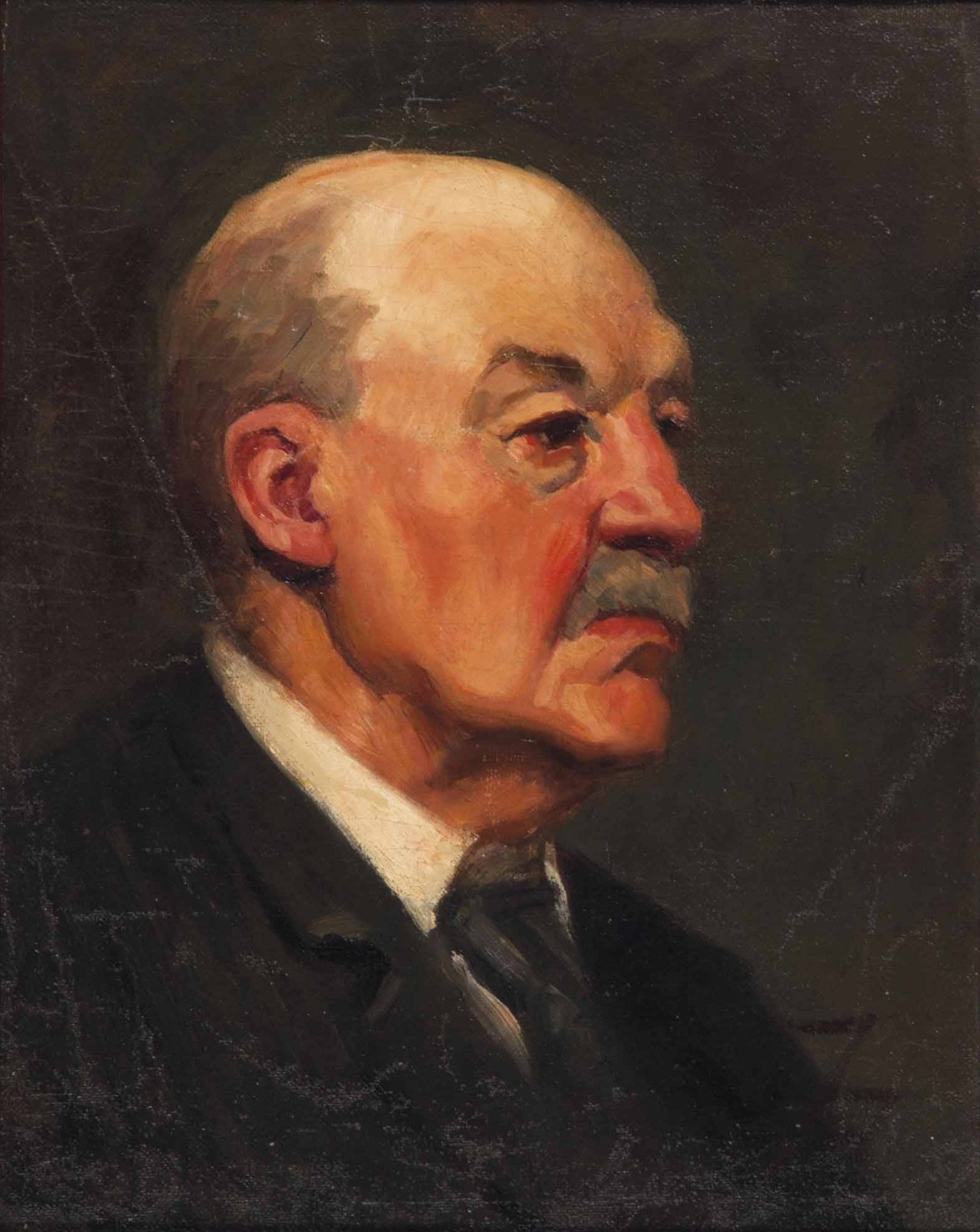
Portrait de Winslow Homer (c. 1890), collection privée.
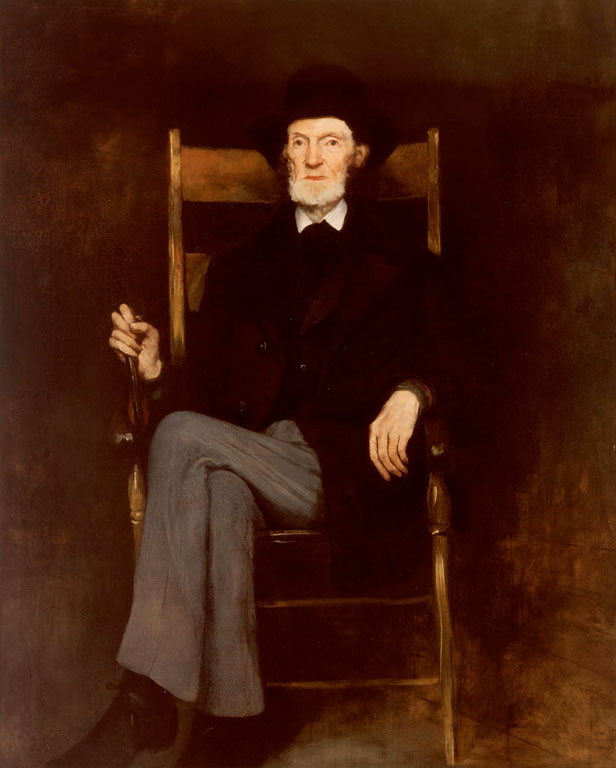
Portrait de William Adams (1874), huile sur toile, musée d'art de Cincinnati.